# Эйдженси
Эйдженси (англ. Agency Lake) — озеро к западу от города Чилокина в округе Кламат, штат Орегон. Площадь водосборного бассейна — 630 км². Объём — 0,03475 км³. Высота над уровнем моря — 1263 м. Площадь озера составляет около 38 км². Его средняя глубина — 0,9 метра, максимальная — 7,1 метра (по иным данным около 3 метров).
Представляет собой северную часть озера Аппер-Кламат, соединяется с ним узким каналом. Его основным притоком является река Вуд, а стоком — Аппер-Кламат и река Линк. Вдоль восточного берега озера проходит федеральная трасса № 97.

## Восстановление водно-болотных угодий
Бюро по управлению землями США занимается восстановлением 3000 акров водно-болотных земель вблизи устья реки Вуд с 1997 года. Земли были повреждены в 60-х и 70-х годах, когда вода была отведена для сельскохозяйственных нужд.

## Флора и фауна
Самой распространённой рыбой в озере является форель, особенно вида Oncorhynchus mykiss newberrii. Более 50 видов птиц живут на озере и в окрестностях.

## Отдых
Рыбалка — популярное занятие на озере, для чего оборудовано шесть причалов для лодок.